# Adambücher
Adambücher ist eine lose Sammelbezeichnung für jüdische und christliche Schriften, die sich auf Adam und Eva beziehen, aber nicht zum Bibelkanon gehören. Dazu zählen:
- die Adambücher im engeren Sinn, bekannt als Leben Adams und Evas (lateinische Fassungen) oder auch  Apokalypse des Mose (griechische Fassungen), eine Gruppe inhaltlich eng verbundener Schriften, die in griechischen, lateinischen, armenischen, georgischen und slawischen Fassungen überliefert sind.
- Das christliche Adambuch des Morgenlandes, von August Dillmann aus dem Altäthiopischen ins Deutsche übersetzt (Göttingen, 1853).
- das syrisch überlieferte Testament Adams, von Ernest Renan herausgegeben und ins Französische übersetzt (Journal asiatique, 1853, II, pp. 427–469).
- das Buch der Töchter Adams, enthalten im Katalog des Decretum Gelasianum, vermutlich das Buch der Jubiläen, auch als Kleine Genesis bezeichnet.
- das Testament unserer Ureltern, erwähnt von Anastasios Sinaites, LXXXIX, col. 967.
- die gnostische Apokalypse des Adam.
- die Schatzhöhle.
- Sidra Rabba, auch als Adamsbuch der Mandäer bekannt, ist die Heilige Schrift des Mandäismus, dort insbesondere die Einleitungsteile der Linken Ginza (ginza smala).